# Ernst Weidenbach

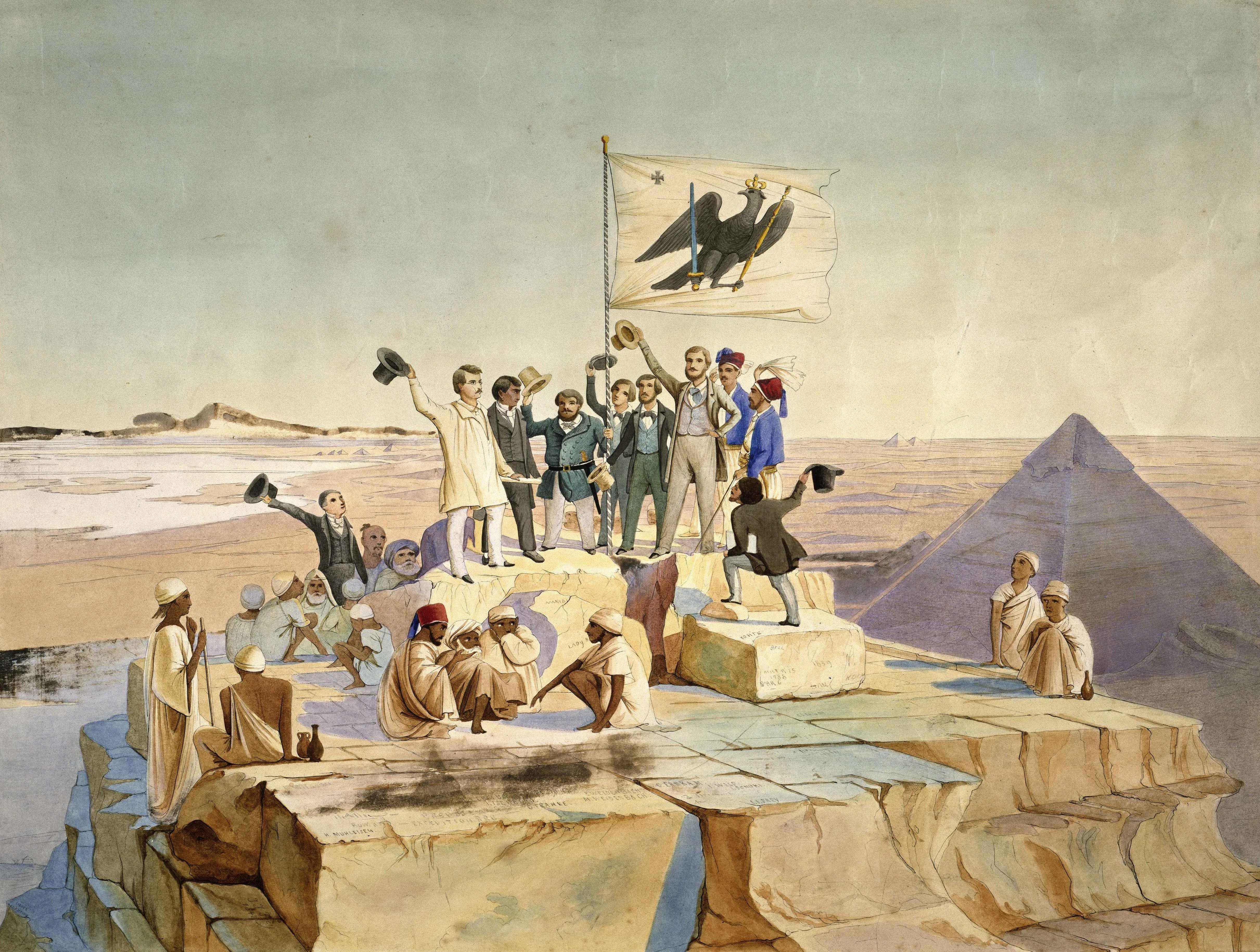
Ernst Weidenbach (zweite Person rechts vom Flaggenmast, links von ihm sein Bruder Max) im Kreise der Teilnehmer der Lepsius-Expedition auf der Spitze der Cheops-Pyramide, Aquarell von Johann Jakob Frey, 1842

Ernst Weidenbach (* 4. Dezember 1818 in Naumburg; † 14. September 1882 in Merseburg) war ein deutscher Zeichner, wissenschaftlicher Illustrator und Teilnehmer einer Expedition nach Ägypten.

## Leben
Ernst Weidenbach wurde als dritter Sohn von acht Kindern von Friedrich August Weidenbach (1790–1860) und Christiane Friederike Vollmer (Vollner) (1795–1863) geboren. Sein Vater, bei dem er wie sein jüngerer Bruder Max (1823–1890) ersten Zeichenunterricht erhielt, war Zeichenlehrer und Maler. Nach der Schulausbildung zog er 1837 nach Merseburg, dann nach Dresden, wo er an der Kunstakademie studierte. 1840 ging er, wohl auf Anraten seines Bruders Max, nach Berlin, wo er unter Anleitung des Ägyptologen Karl Richard Lepsius die nötigen Fähigkeiten zum Zeichnen von Hieroglyphen erlernte. Wie sein Bruder nahm er von 1842 bis 1845 an der Preußischen Ägyptenexpedition unter Leitung von Lepsius teil. Nach dem Ende der Expedition wurde Ernst Weidenbach Mitarbeiter der ägyptischen Abteilung der Berliner Museen. Hier war er u. a. mit seinem Bruder im Neuen Museum mit der malerischen Ausgestaltung nach Motiven der Ägyptenexpedition tätig. 1866 begleitete er Lepsius erneut auf einer Reise nach Ägypten. Für Heinrich Brugsch fertigte er 1873 zur Wiener Weltausstellung Aquarellkopien von Malereien aus den Felsgräbern von Beni Hasan (heute in der Ägyptisch-Orientalischen Sammlung des Kunsthistorischen Museums in Wien). 1878 ging er aus Krankheitsgründen in den Ruhestand und zog nach Merseburg.